# Oryctes sjoestedti
Oryctes sjoestedti är en skalbaggsart som beskrevs av Hermann Julius Kolbe 1905. Oryctes sjoestedti ingår i släktet Oryctes och familjen Dynastidae. Inga underarter finns listade i Catalogue of Life.